# Halflife (EP)
Halflife je drugi EP talijanske gothic metal grupe Lacuna Coil. Pjesme s ovog EP-a kasnije su bile uvrštene na album Unleashed Memories.

## Popis skladbi
1. "Halflife" – 5:02
2. "Trance Awake" – 2:00
3. "Senzafine" – 4:00
4. "Hyperfast" – 4:58
5. "Stars" – 4:33 (obrada Dubstara)